# Sven Malm (arkitekt)
Sven Jacob Malm, född  16 juni 1844 i Norrköpings S:t Olofs församling,  död 20 oktober 1895 i Sundsvall, var en svensk arkitekt.
Malm, som var son till Norrköpings stadsarkitekt Carl Theodor Malm, genomgick Akademien för de fria konsterna under Fredrik Wilhelm Scholanders ledning 1864–1869. Därefter fick han praktik hos sin far. Tillsammans ritade de bland annat Oskarsskolan och Kristinaskolan i Norrköping. Han kom till Sundsvall vid 39 års ålder 1883 för att å byggmästaren Johan Lindebergs räkning närvara som entreprenörens platsombud vid uppförandet av Sundsvalls Enskilda banks hus vid Vängåvan. Bankhuset hade ritats av Herman Teodor Holmgren, som då var febrilt sysselsatt med Uppsala universitets huvudbyggnad. Malm fick flera stora uppdrag i Sundsvall efter sundsvallsbranden 1888. Det mest kända är Hotell Knaust och Blombergska huset på Storgatan 16, bägge ritade under det intensiva byggåret 1889. Sven Malm ritade också under de första åren av 1890-talet de flesta av de hamnmagasin som numera ingår i det omtalade Kulturmagasinet, invigt 1986. Han ritade också Kihlmanska huset, intill parken Vängåvan i hörnet av Storgatan-Esplanaden.
Hans arkitektur karaktäriseras av putsade fasader med plastiska former av ett äldre 1800-tals snitt, jämna fönsteraxlar, symmetri och ett högborgerligt uttryck av närmast tysk förlaga. Inte minst flitigt använda hörntorn och burspråk tyder på detta.
1892 blev han själv stadsarkitekt i Sundsvall och förblev detta fram till sin död. Sista åren bodde han på Hotell Knaust, som han själv ritat.

## Arbeten (i urval)
- Hotell Knaust (1891)
- Casselska huset (1894–1895)
- Blombergska huset (1889)
- Blombergska huset vid Sjögatan (1889)

## Bilder

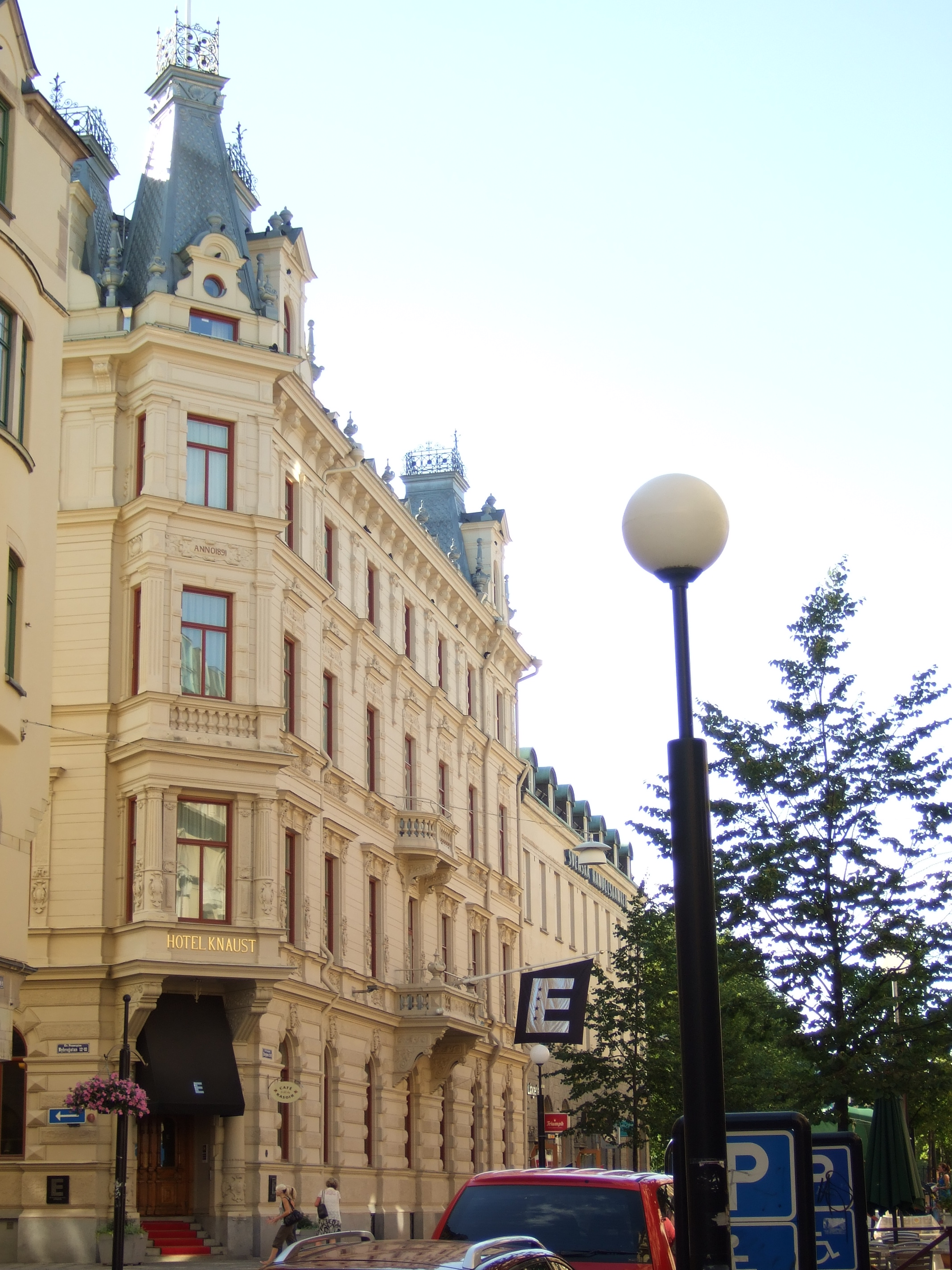
Hotel Knaust
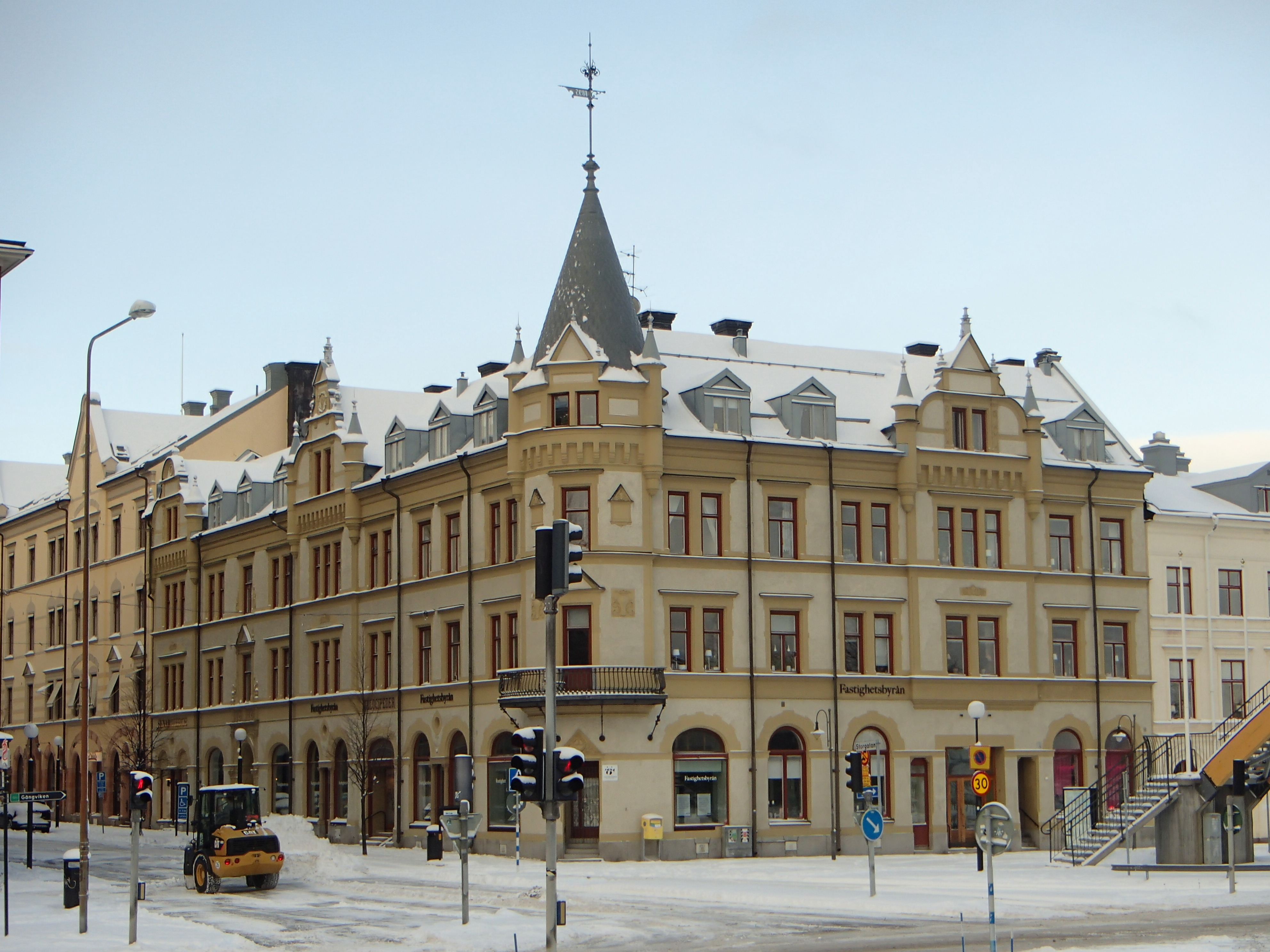
Casselska huset
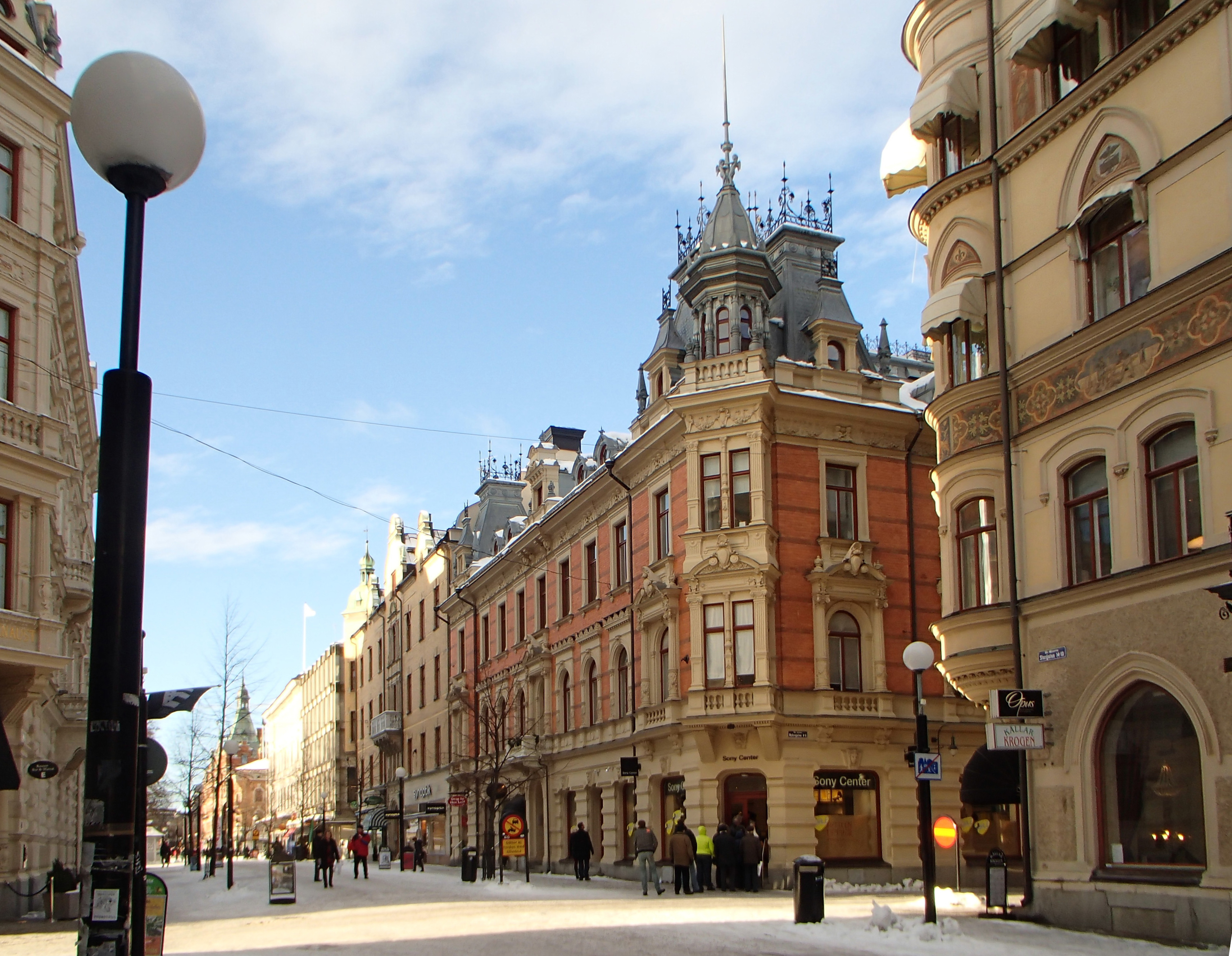
Blombergska huset
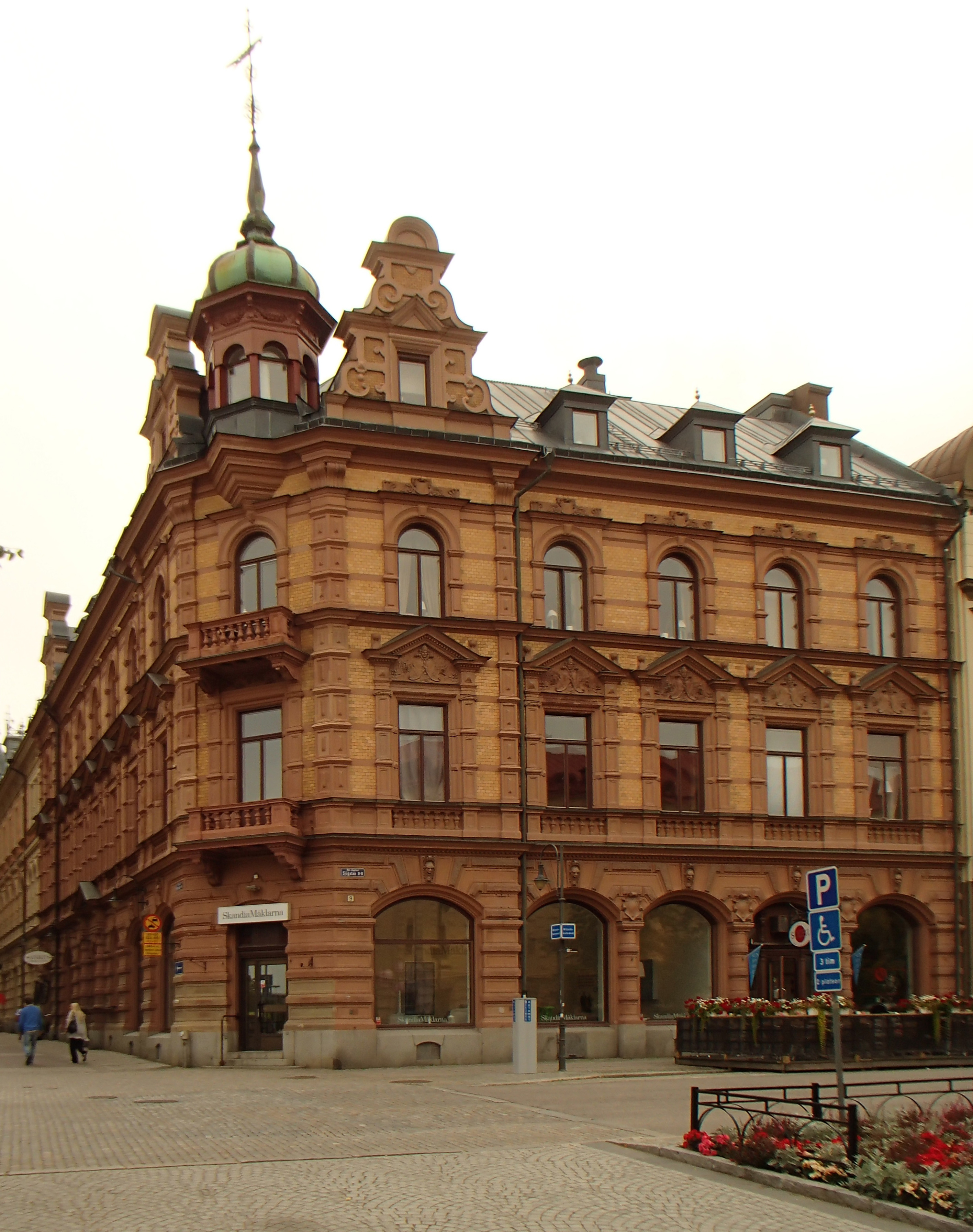
Blombergska huset vid Sjögatan
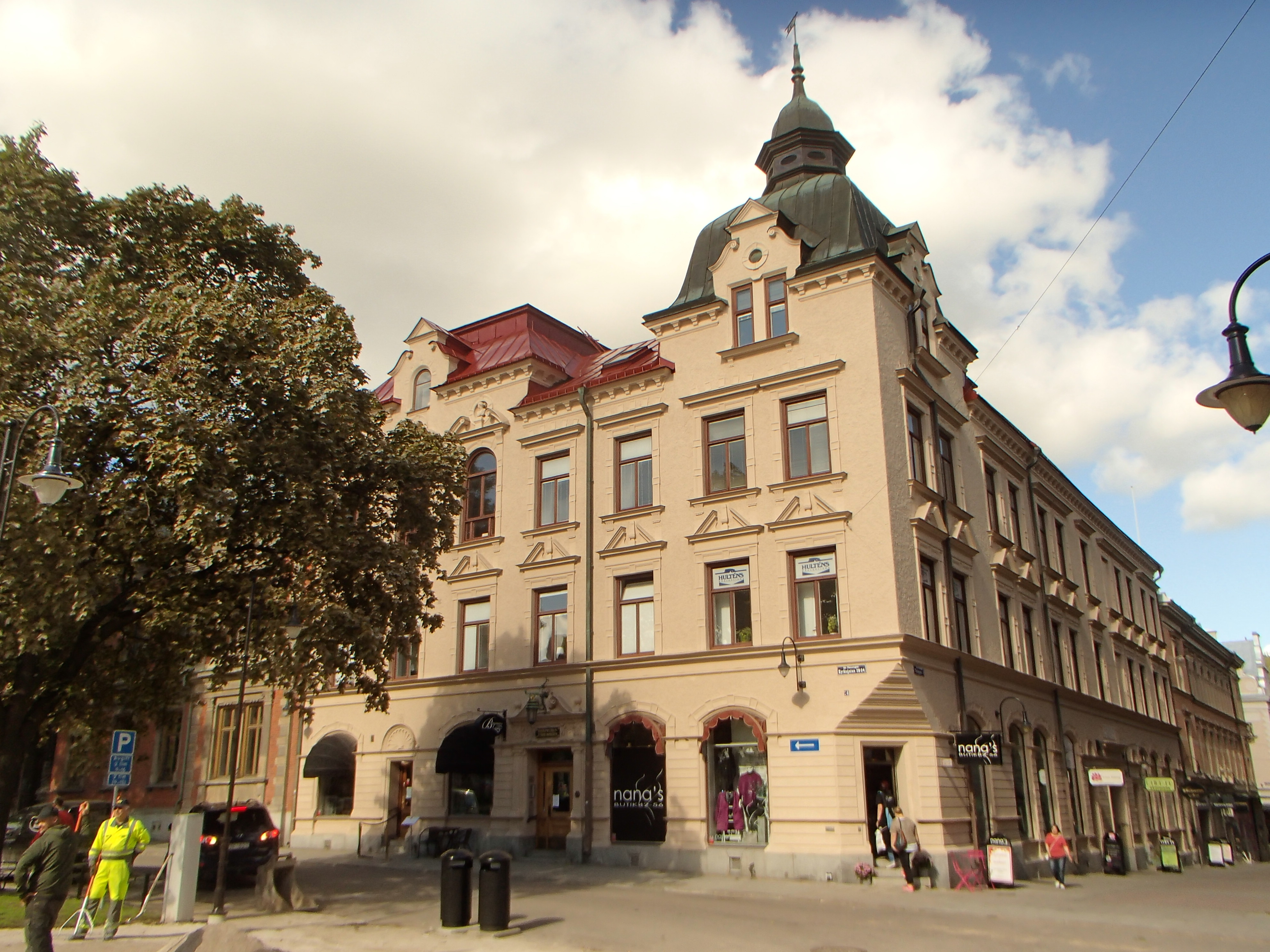
Hantverksföreningens hus i Sundsvall